# Flagge der Türkischen Republik Nordzypern

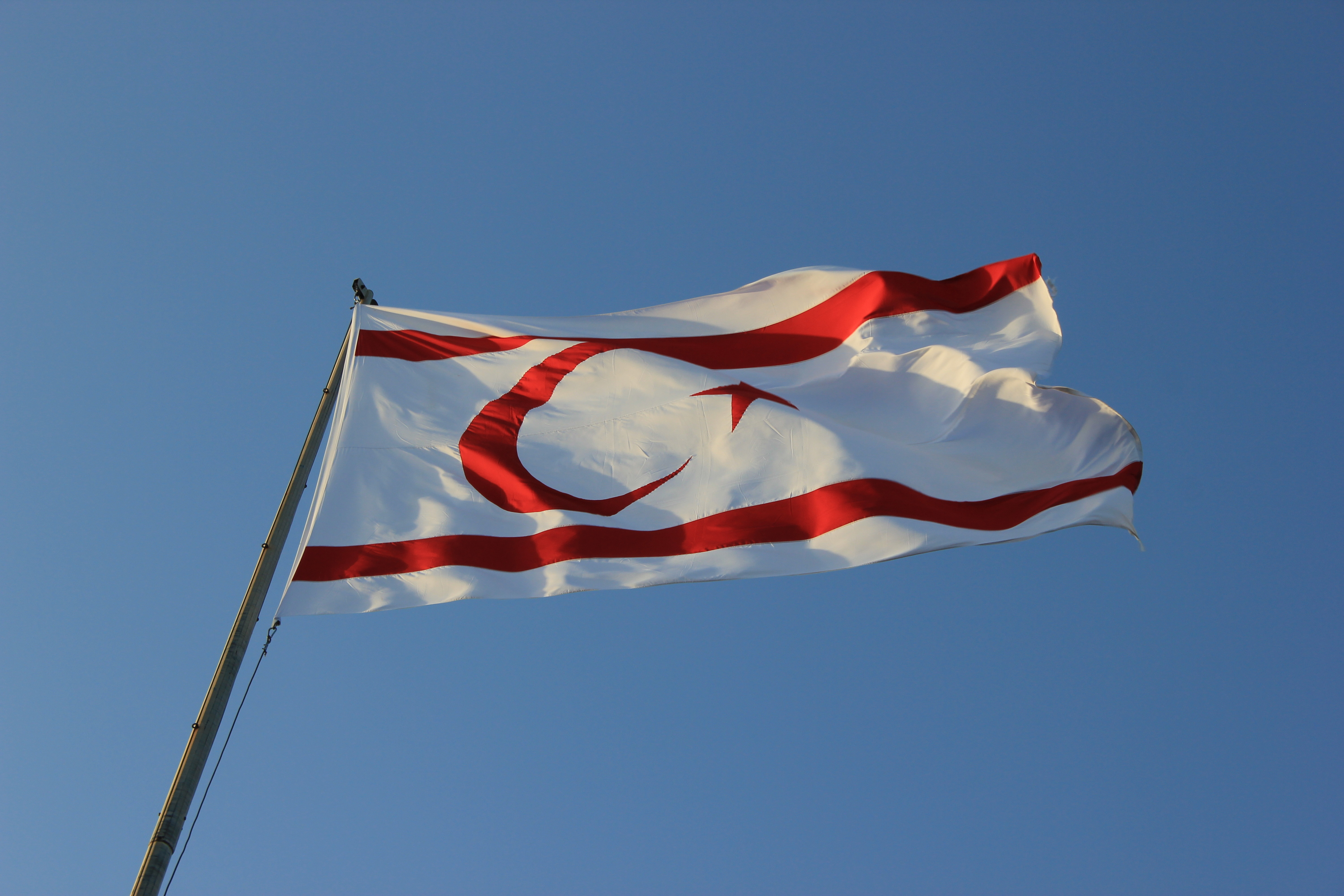
Flagge Nordzyperns am Kap Apostolos Andreas

Die Flagge der Türkischen Republik Nordzypern wurde am 9. März 1984 eingeführt.

## Beschreibung und Bezeichnung
Sie wurde auf Grundlage der türkischen Flagge entworfen. Auf dem weißen Hintergrund sind ein roter Halbmond, ein roter Stern sowie zwei rote Streifen. 
Die türkischen Bezeichnungen der Flagge sind [Kuzey] Kıbrıs Türk Bayrağı (türkische Flagge [Nord]zyperns) und Kuzey Kıbrıs Türk Cumhuriyeti [Ulusal/Milli] Bayrağı (Nationalflagge der Türkischen Republik Nordzypern).

## Geschichte
Nach einem Putschversuch griechisch-zyprischer Offiziere begannen am 20. Juli 1974 türkischen Streitkräfte mit einer Invasion Zyperns. Am 18. November 1983 wurde die Türkische Republik Nordzypern proklamiert.

## Gesetzeslage

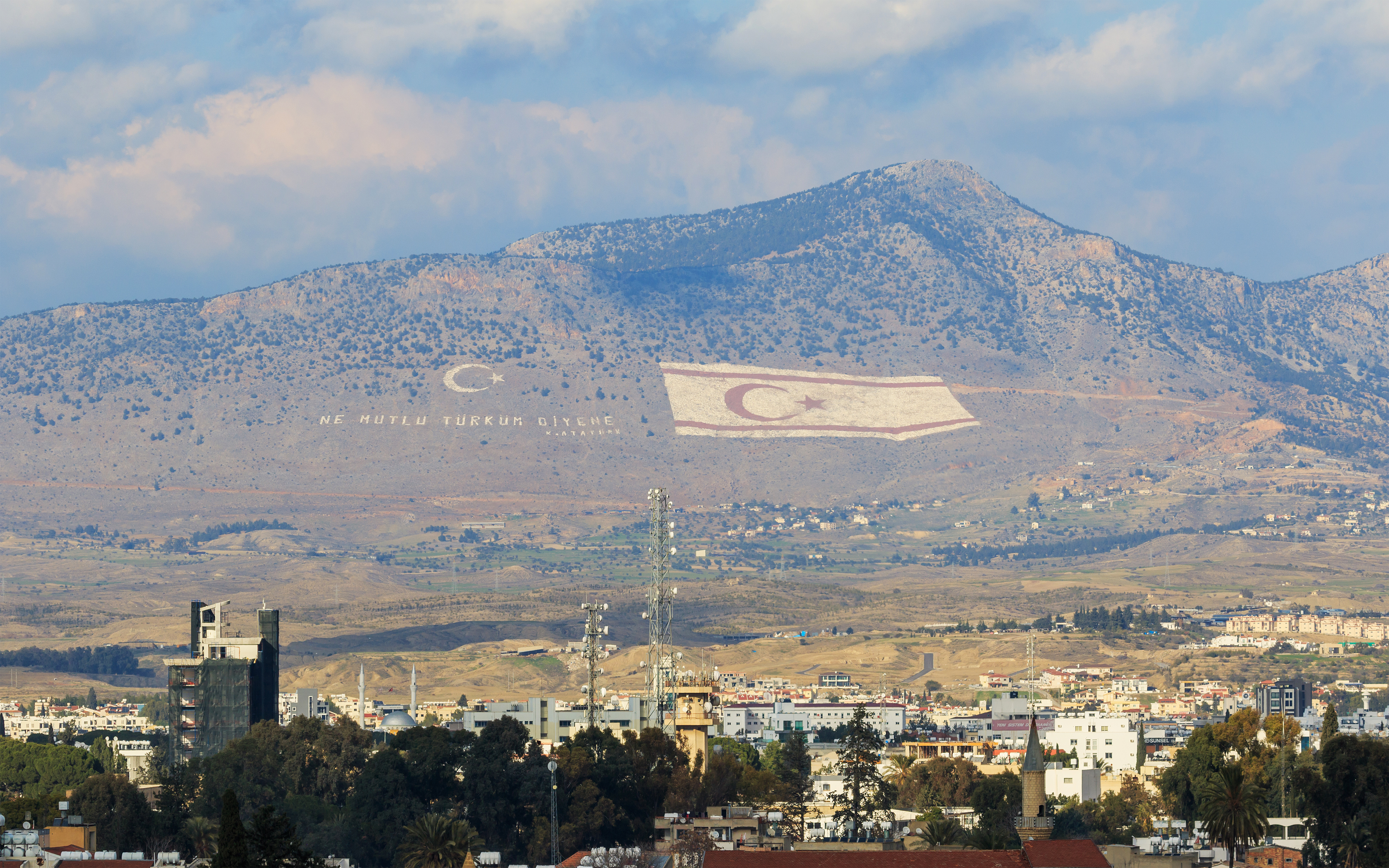
Flagge der TRNZ auf einem Berg

Das Gesetz Nr. 15/1984 zur Flagge wurde am 7. März 1984 durch das Parlament der Türkischen Republik Nordzypern beschlossen und trat durch die Veröffentlichung in der offiziellen Zeitung am 9. März 1984 in Kraft. Da die internationalen Staatengemeinschaft mit Ausnahme der Türkei den Staat nicht anerkennt, gilt dieses auch für seine Nationalflagge.
Artikel 5 (1) festigt den Grundsatz, dass die offizielle Flagge der Republik nicht nur die Türkische Republik Nordzypern, sondern auch die türkische Bevölkerung Zyperns repräsentiert.
Laut Artikel 3 (1) des Gesetzes zur offiziellen Staatsflagge darf die Flagge nur an den Mast gesetzt oder offiziell verwendet werden, wenn sie an Gebäuden von Staatsämtern und -ministerien, Sicherheitskräften, Anstalten und Einrichtungen oder an motorisierten Fahrzeugen von Personen befestigt ist, die die Republik repräsentieren oder entsprechend autorisiert sind.
Inoffiziell wird oft auch die Flagge der Türkei verwendet.

## Präsidentenflagge

Flagge des Präsidenten

Die Präsidialflagge, die vom Präsidenten benutzt wird, hat als Grundlage die Nationalflagge. Jedoch hat sie in der oberen linken Ecke einen rot-gelben Stern, der obere Balken ist kürzer und die Flagge hat eine gelbe Franse.